# Акат Дамкенг
Акат Дамкенг (12 ноября 1905 года – 18 мая 1932 года, Бангкок, Таиланд) – таиландский писатель. Акат Дамкенг считается одним из основоположников реалистического (неореалистического) направления в литературе Таиланда, возникшего в 40-е гг. XX века. Акат Дамкенг родился в Бангкоке. Учился на юридическом факультете в Великобритании, с 1924 года учился и работал в США. 
Центральным произведением в творчестве Аката Дамкенга является роман «Театр жизни» (опубликован в 1928 году), который считается важной вехой в развитии литературы Таиланда. Роман является автобиографическим. Акат Дамкенг является автором нескольких сборников рассказов: «Разрушенный рай», «Космополит». Главной темой рассказов является разочарование капитализмом и засильем буржуазии в странах Запада. Акат Дамкенг считал, что традиционная тайская мораль – это единственный правильный путь развития общества.  Роман «Желтая и белая кожа», изданный в 1941 году в Бангкоке, также в полной мере отражает мировоззрение писателя.

## «Театр жизни»
Роман «Театр жизни» считается первым биографическим романом в тайской литературе. Повествование построено в виде дневника, ведется от имени молодой женщины, которая отказалась от возлюбленного ради его карьеры. Книга состоит из 24 глав, каждая из которых рассказывает об определенном этапе жизни женщины: «Детство», «Накопление заслуг», «В доме губернатора», «Еду за границу», «Новый мир, подобный раю», «Лондон», «Новая жизнь», «Жизнь в Лондоне», «Театр жизни», «Что происходит на сцене этого„театра"» и т. д.  Из дневника мы узнаем о надеждах и мечтах молодой женщины, о том, как таиландцы воспринимали жизнь и обычаи европейцев и американцев.
В предисловии к роману «Театр жизни» Акат Дамкенг пишет: «Я поехал в Англию изучать юриспруденцию, но не сдал экзамены и не стал юристом... Вернулся в Таиланд совершенно подавленным и разочарованным. Раньше я был мечтателем, тщеславным юношей, который не верил, что в человеческом обществе существуют унижения и страдания... Прошлое не вернется. Я никогда не забуду «театра жизни». Начинается новая история. Я хочу, чтобы она была не столь печальной, как первая».
В романе часто высказывается мысль о несоответствии жизни Запада тайским идеалам. Эта идея становится главной во многих произведениях Акат Дамкенга, в которых он продолжает разрабатывать полюбившуюся ему тему «театра жизни». По его словам, «жизнь подобна театру... Книга нам поможет разобраться, что в этой жизни вульгарно и что благородно».

## «Желтая и белая кожа»
Роман «Желтая и белая кожа» увидел свет в 1941 году. Дамкенг продолжает разрабатывать основную идею своего первого романа («Театр жизни»): Восток и Запад никогда не поймут друг друга. В романе «Желтая и белая кожа» писатель показывает жизнь тайской интеллигенции, получившей образование в европейских странах. В западном мире автор подчеркивает преимущественно эгоизм, грубость, бесчеловечность, противопоставляя их идеализированным нравственным качествам таиландской молодежи, воспитанной на традиционной религиозной морали.

## «Разрушенный рай»
В романе «Разрушенный рай», который считается третьей частью «Театра жизни», автор показывает читателю жизнь тайской молодежи. Молодые тайцы, побывавшие на Западе, разочарованы жизнью за границей и возвращаются в Таиланд.   
Проблемы, затронутые в романах Аката Дамкенга, получили дальнейшее развитие в произведениях Луанга Вичита Ватакана (1898-1962), который  в 50-х гг. XX века стал проповедником националистических взглядов в Таиланде.